# Aripeka
Aripeka – jednostka osadnicza w Stanach Zjednoczonych, w stanie Floryda, w hrabstwie Hernando, nad Zatoką Meksykańską.